# Irena Milovan
Irena Milovan (Zagreb, 5. siječnja 1937. – Madrid, 16. srpnja 2020.), hrvatska balerina i pedagoginja.

## Životopis
Rođena 1937. godine. Hrvatskog je i mađarskog podrijetla. U Zagrebu je završila 1954. godine baletnu školu. Od iste je godine u zagrebačkom HNK. Odigrala je s uspjehom više solističkih uloga, nakon čega je 1958. otišla u Pariz na usavršavanje. Potom je angažirana kao primabalerina romantičnoga smjera u kazalištima u Santiago de Chileu (1959. – 1966.), Zürichu (1966. – 1972), Bonnu (1972. – 1977.) i Lyonu (od 1977.). Kao baletna majstorica i pedagoginja djelovala je u Haagu, Lyonu i Madridu. U Španjolskoj je ostavila značajni trag te je vijest o njenoj smrti objavio El País, a zbog višegodišnjeg angažmana u Čileu ušla je u povijest baleta u Čileu.